# Maryon

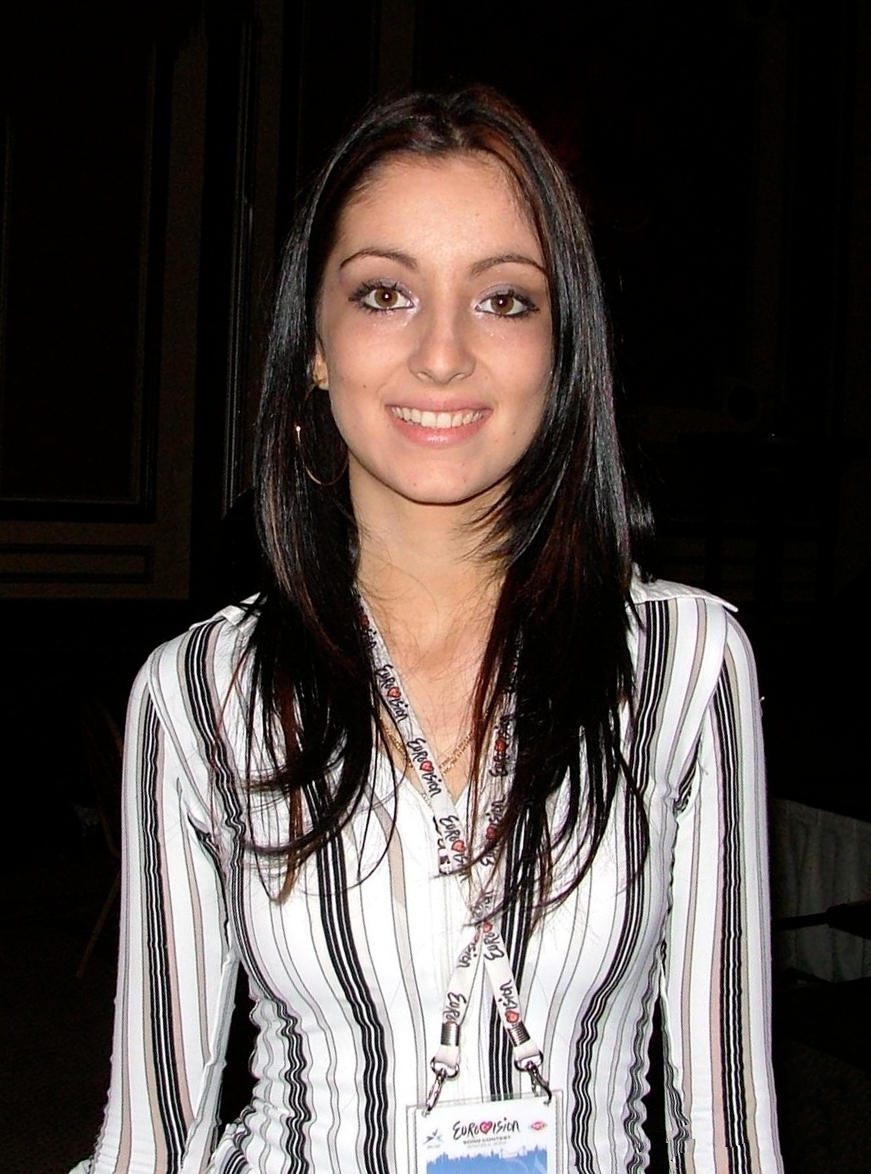
Maryon Gargiulo (2004)

Maryon (* 1987; auch Märyon, eigentlich Maryon Gargiulo) ist eine monegassische Sängerin.

## Hintergrund
2004 vertrat sie Monaco beim Eurovision Song Contest, wurde aber nur 20. im Halbfinale. Ihr Titel Notre Planète ist ein Plädoyer zum Schutz des Mittelmeeres. Seit ihrer Teilnahme ist sie aus der Öffentlichkeit verschwunden. Davor hat sie über 60 Konzerte gegeben.